# Бахура
Бахура (рос. Бахура) — річка в Російській Федерації, що протікає на острові Сахалін. Довжина річки — 17 км. Площа водозабірного басейну — 55 км². Протікає з північного заходу на південний схід. Протікає по території Долинського міського округу. Впадає в Охотське море.